# Ernest Florman
Pour les articles homonymes, voir Florman.
Ernest Florman, né le 20 septembre 1862 à Karlstad et mort le 15 décembre 1952, est un photographe et un pionnier du cinéma suédois.
Il a tourné le 13 juillet 1897 ce qui est considéré comme le premier film suédois; L'Arrivée du roi du Siam à Stockholm montre, durant une minute, le débarquement du roi du Siam à Stockholm et son accueil par le roi Oscar II de Suède. Ce court métrage est projeté le 19 juillet de la même année dans le cadre de l'exposition des Arts et de l'Industrie de Stockholm.
Il préside la Société suédoise de photographie de 1900 à 1937.

## Filmographie
- 1897 : Konungens af Siam landstigning vid Logårdstrappan
- 1897 : Byrakstugan
- 1897 : Akrobat med otur
- 1903 : Sköna Helena